# Обсада на Париж (1870 – 1871)
Вижте пояснителната страница за други значения на Обсада на Париж.
Обсадата на Париж, траеща от 19 септември 1870 до 28 януари 1871 година, допринася за френския разгром във Френско-пруската война и води до обединението на Германската империя.

## Предпоставки
Още през август Третата пруска армия, водена от кронпринцът Фредерик III, започва своето движение срещу Париж, но бива извикана, за да се разправи с френски сили, водени от самия император – Наполеон III. В битката при Седан прусаците вземат победата, а пътят до Париж остава отворен. Лично водейки войските, Вилхелм I заедно с началника на Генералския щаб Хелмут фон Молтке Старши взема Третата армия заедно с новообразуваната „Пруска армия на Маас“, командвана от кронпринца Алберт от Саксония, и потеглят към Париж без каквата и да било пречка. В Париж се подготвят като събират войниците, успели да избягат от Седан заедно с Националните гвардейци и бригада от моряци, което общо прави 400 000 души.

## Обсадата
Германските армии бързо достигат Париж и на 15 септември Молтке получава заповеди за обсаждане на града. Армията на кронпринца Алберт обгражда Париж от север, докато кронпринцът Фредерик се движи от юг. На 17 септември армията на Фредерик е атакувана в последен опит на французите да спасят намиращата се в близост до прусите склад на продоволствие. Впоследствие французите биват отблъснати от артилерийски огън. Жп линията до Орлеан е блокирана и на 18-и Версай е превзет. Той впоследствие служи като щаб на Трета армия и на Вилхелм I. До 19 септември обграждането е завършено и обсадата официално започва.
Пруският министър-председател Ото фон Бисмарк предлага да се бомбардира Париж, за да се подсигури бързото предаване на града и да се направят всички френски опити за спасяването на града безсмислени. Ала това предложение е отхврълено най-вече по настояване на генерал Леонхард граф фон Блуменхал, който командва обсадата. Неговото основание е, че бомбардирането би засегнало цивилни. Германците решават така и защото бързо предаване на французите би оставило непобедени френски армии и би позволило на Франция да поднови войната скоро след това. Новите френски армии трябва да бъдат унищожени първо, а Париж щял да се предаде поради настъпилия глад.
Трошю не черпи особена вяра относно способностите на Националните гвардейци, които съставят половината от силите, защитаващи града. И затова вместо да направи някакви значими опити да спре германците от обграждане, Трошю се надява Молтке да се опита да щурмува града, а тогава французите ще се надяват на градската защита. Молтке никога дори не си помисля да атакува града и това става ясно скоро след обсадата. Трошю променя плана си и позволява на Виной да направи демонстрация срещу прусаците на запад. На 30 септември Виноа атакува заедно с 20 000 войници, но е отблъснат от Третата армия. Тогава на 13 октомври Втори баварски корпус е изведен извън Шатийон, но французите са принудени да се откажат при вида на пруската артилерия.
Генерал Каре дьо Белемар командва най-силната крепост на север от Париж в Сен Дени. На 29 октомври, без каквато и да била заповед, генералът атакува пруските гвардейци в Льо Бурге и завзема града. Всъщност гвардейците имат малък интерес в отнемането на града, но кронпринцът Алберт нарежда превземането. В тази битка пруските гвардейци превземат града и залавят 1200 французи. Душевното състояние и надеждите на хората в Париж посърват след битката при Ле Бургет и предаването на Мец от французите. Хората в Париж започват да чувстват последиците от германската блокада. За да повдигне моралното ниво на хората, Трошю нарежда за най-голямата атака от страна на Париж на 30 ноември, въпреки нищожния жанс за пробив. Въпреки всичко той изпраща Огюст-Александр Дюкро с 80 000 войници срещу прусаците. В това, което после става позната като битката при Вилиер, французите успяват да завземат и да задържат своите позиции. До 2 декември корпуси от Вютемберг изтласкват Дюкро в защитните позиции и битката свършва.
На 19 януари последен опит за пробив е насочен в близост до пруски щаб, западно от Париж. Кронпринцът с лекота отблъсква атаката, нанасяйки жертви от 4000 души, а пострадвайки само с 600 души. Трошю капитулира като говернатор и оставя града заедно със 146 000 защитници.
По време на зимата напрежението расте в пруските високи командирски постове. Полевият маршал Хелмут фон Молтке и генерал Леонхард град фон Блументхал, командващ обсадата основно се притесняват с методичната обсада, която би унищожила откъслечните крепости и би потушила защитните сили в минимални германски загуби.
Но докато времето минава, нараства притеснението относно продължителна война, която затруднява германската икономика, а продължителна обсада би убедила френското правителство за Национална защита, че Прусия все още може да бъде победена. Това време би дало възможност на Франция да събере нова армия и да убеди неутрални сили да влязат във войната. За Бисмарк Париж е ключът за разбиване на силата на републиканските лидери във Франция, което би довело войната до бърз край и би подсигурило условия за мир в полза на Прусия. Молтке също се притеснява, че запаси достигат германските армии, когато болести като туберкулоза започват да се появяват сред войниците. Допълнително нуждите за обсадата се надпреварват за ресурси с нуждите на продължаващата кампания Лоара срещу оставащите френски полеви сили. Заради силната нужда на храна, французите биват принудени да ядат всички животни, които имат. Първо са изядени конете, но и плъхове, кучета и котки са често срещани ястия в тяхното меню. Дори Кастор и Полукс, единствените слонове в зоологическата градина на Париж, не са пожалени.
На 25 януари 1871 Вилхелм I, пренебрегвайки Молтке, нарежда на полевия маршал да се консултира с Бисмарк за всички бъдещи операции. Бисмарк моментално заповядва града да бъде бомбардиран от тежкокалибрени оръдия на Круп. Това ускорява предаването на града на 28 януари 1871. През 1870 – 1871 столицата на Франция претърпява повече повреди, отколкото през който и да е друг конфликт.
Пруската армия прави кратък парад на победата в Париж на 17 февруари, а Бисмарк почита примирието като изпраща влакове, пълни с храна, в Париж и оттегляйки пруските сили на изток от града, което ще стане официално оттегляне от френска територия щом победената страна плати сумата от 5 милиона франка като военно обезщетение.

## Пощенски гълъби
Пощенските гълъби започват да се използват по време на обсадата. Животните всекидневно са извеждани от Париж чрез балони. Много скоро това се превръща в нормална дейност. След като пристигат в своята база, гълъбите донасят съобщението и биват нахранени, и си почиват. След това те могат да направят пътуване по обратния курс. Първият гълъб е изпратен на 27 септември и достига Париж на 1 октомври. По време на четиримесечната обсада, 150 000 официални и около 1 милион лични съобщения са изпратени в Париж и от Париж по този начин.

## Резултат
Прусаците си подсигуряват победата във Френско-пруската война. На 18 януари 1871 във Версай Вилхелм I е обявен за германски император. Кралствата Бавария, Вюртемберг, Саксония, държавите Баден и Хесен, и свободните градове Хамбург и Бремен са обединени с Прусия, за да образуват Германската империя. Временен мир е подписан във Версай, а официално мир се провъзгласява чрез Франкфуртския мирен договор на 10 май 1871. В този договор Ото фон Бисмарк успява да спечели Елзас-Лотарингия като част от Германската империя.